# Reine des Perles
La Reine des Perles est une grande perle ronde, de 27,5 carats rapportés, faisant partie des bijoux de la couronne des Bourbons. 

## Acquisition
Achetée en 1669 par Louis XIV pour 40 000 livres, elle figurait comme l'un des trésors de la Couronne de France. Le vendeur était un commerçant, un certain Bazu, qui avait voyagé en Orient. 
On la retrouve dans les inventaires des bijoux de la Couronne lors de la vente des biens nationaux pendant la Révolution française en 1791 pour 200 000 livres, somme considérablement importante à l'époque. La perle était conservée dans une boîte en or portant l'inscription « La Reine des Perles », d'où le nom transmis. 
Cependant, la majorité des bijoux de la couronne de France ont été volés dans le Garde Meuble Royal à Paris en 1792.

## Ambiguïté avec la perle Pelegrina

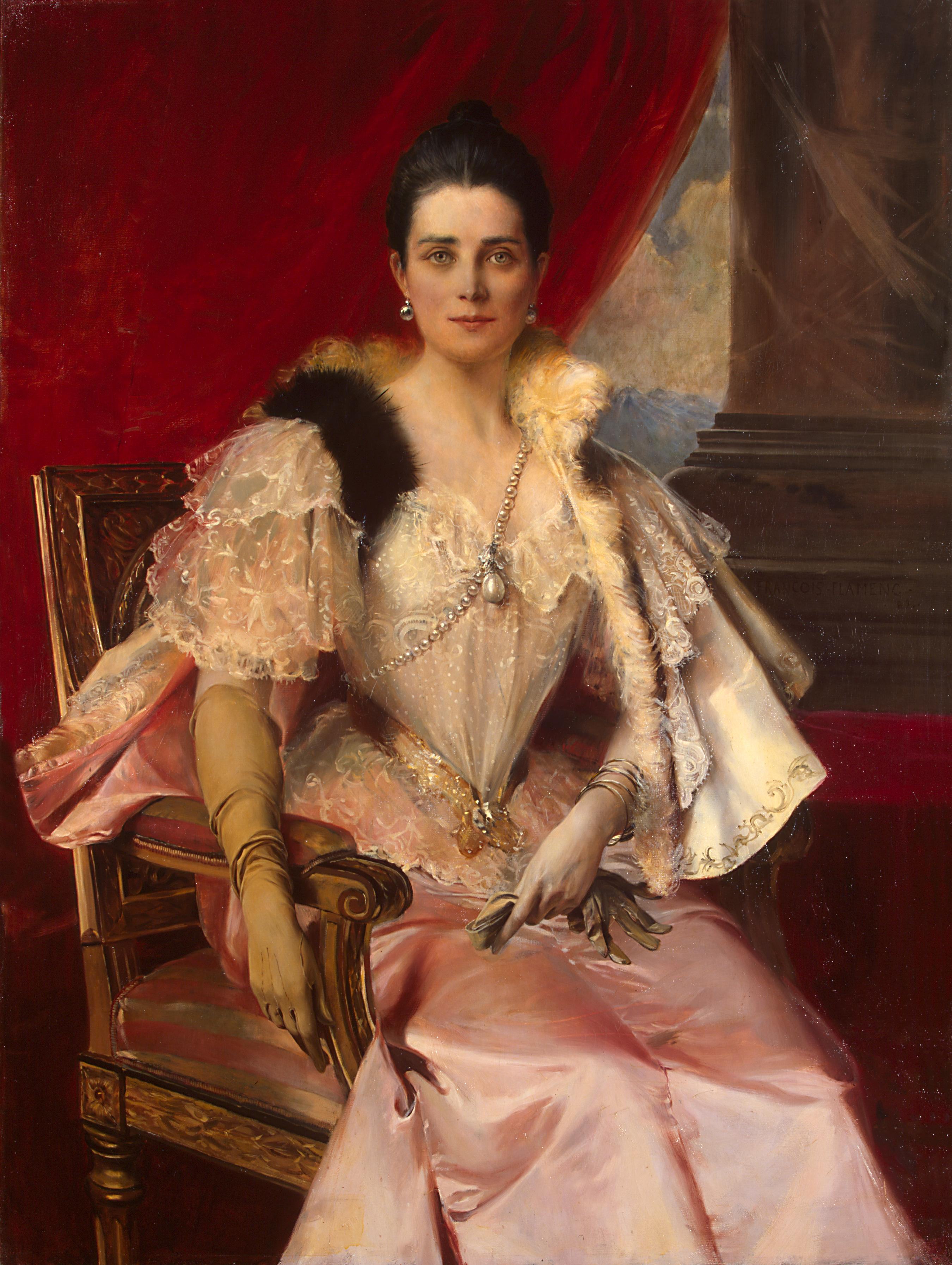
Portrait de Zinaïda Ioussoupova portant la perle Pelegrina, par François Flameng, peint en 1894

On prétend que la « Pelegrina », perle célèbre des frères Zosima, aujourd'hui au Musée de Moscou, de grosseur moyenne, et exceptionnelle par sa pureté de forme et par son orient, serait identique à la « reine des perles ». 
C'est la théorie de George Kunz et Charles Stevenson qui suggèrent dans Le livre de la perle (Londres, 1908, page 462) la possibilité que cette perle soit identique à la « Pelegrina » de 111 1/2 grains ou 27,62 carats. Si cela est correct, la perle n'a pas été correctement pondérée lors de l'établissement de l'inventaire français. Cette perle ovale de la collection des princes Ioussoupov a été vendue par le prince Félix Ioussoupov au bijoutier genevois Jean Lombard en 1953.  
Cependant, le naturaliste russe  Fischer von Waldheim, avait publié en 1818  Un essai sur une perle incomparable appartenant aux frères Zosima .  Les deux bijoutiers grecs avaient indiqué que la perle avait été acquise à Livourne par un amiral anglais arrivé des Indes. À en juger par la forme, il ne pouvait s'agir de la perle achetée par le prince Nikolaï Borissovich Ioussoupov (1750-1831) en 1826.

## Autres perles célèbres
- Perle Régente
- Perle d'Allah
- Perle Pérégrine